# فرسنو د ردییا
فرسنو د ردییا (به اسپانیایی: Fresno de Rodilla) یک شهرستان در اسپانیا است.